# Kandalanu

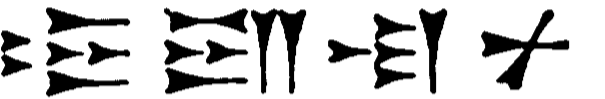
Imię Kandalānu (Kan-da-la-nu) zapisane w piśmie klinowym

Kandalanu – król Babilonii w latach 647-627 p.n.e. W ramach imperium asyryjskiego, w którego skład wchodziła Babilonia w tym okresie, sprawował władzę namiestniczą z nadania króla asyryjskiego Aszurbanipala.

## Imię
Akadyjskie imię Kandalānu znaczy dosłownie „Mający kształt/wyglądający jak kandalu (rodzaj przyboru kuchennego)”. Na  podstawie tego imienia niektórzy uczeni przypuszczają, iż ciało tego władcy mogło być w pewien sposób zdeformowane. W Kanonie Ptolemeusza jego imię występuje w formie Kineladanos.

## Długość i lata panowania
Długość panowania Kandalanu zachowała się w Uruckiej liście królów, według której rządzić miał on Babilonią przez 21 lat. Potwierdzają to dokumenty ekonomiczne datowane jego imieniem, z których najpóźniejsze pochodzą z 21. roku jego panowania. Uczeni rządy Kandalanu umieszczają w latach 647-627 p.n.e.

## Panowanie
Po stłumieniu w Babilonii rebelii swego brata Szamasz-szuma-ukina (667-648 p.n.e.) król asyryjski Aszurbanipal osadził na tronie Babilonu nowego władcę - Kandalanu. Wydaje się, iż zwierzchność nad Babilonią przekazywana była nowemu królowi stopniowo. Z analizy tekstów wynika bowiem, iż podczas gdy w niektórych miastach Babilonii datowano już dokumenty jego imieniem, to w innych w tym samym czasie wciąż datowano je jeszcze imieniem Aszurbanipala. I tak na przykład w 647 roku p.n.e. dokumenty datowano już imieniem Kandalanu w Uruk (miesiąc ulūlu, sierpień-wrzesień) i Babilonie (miesiąc țebētu, grudzień-styczeń), podczas gdy w innych miastach datowane one były wciąż imieniem Aszurbanipala: w Borsippie (miesiąc kislīmu, listopad-grudzień, 647 rok p.n.e.) i Dilbat (miesiąc nisannu, marzec-kwiecień, 646 rok p.n.e.). Obecnie znanych jest około 100 tekstów ekonomicznych datowanych imieniem Kandalanu, pochodzących głównie z Babilonu i Uruk, z kilkoma tabliczkami znanymi też z Borsippy, Dilbat i Sippar. Nosi on w nich tytuł „króla” lub „króla Babilonu”. Spod władzy Kandalanu wyłączone było najprawdopodobniej Nippur, gdyż pochodzące stąd dokumenty z lat 651-631 p.n.e. datowane są wyłącznie imieniem Aszurbanipala. Nie wiadomo czy pod kontrolą Kandalanu znajdowało się Ur, gdyż w mieście tym nie odkryto żadnych dokumentów pochodzących z lat 647-627 p.n.e.
O Kandalanu jako osobie wiadomo jest bardzo niewiele, gdyż imię jego wymieniane jest jedynie w listach królów, kronikach i formułach datujących dokumenty ekonomiczne z okresu jego panowania. Nic nie wiadomo o jego pochodzeniu, nie wiadomo też jaki przebieg miały jego rządy. Brak wzmianek o panowaniu Kandalanu oraz to, że miał on umrzeć w tym samym roku co Aszurbanipal, skłoniły niektórych uczonych do postawienia tezy, że Kandalānu było babilońskim imieniem tronowym Aszurbanipala. Hipoteza ta wydaje się jednak obecnie mało prawdopodobna, jako że inne domniemane przypadki królów asyryjskich noszących babilońskie imiona tronowe (Tiglat-Pilesera III jako Pulu i Salmanasara V jako Ululaju) okazały się być nieprawdziwe. Brak też powodu dla którego w pewnych miastach Babilonii ten sam władca miałby występować w dokumentach pod jednym imieniem, podczas gdy w pozostałych pod innym. Trudno też wyobrazić sobie władcę asyryjskiego używającego imienia, które mogłoby wskazywać na jakąś jego fizyczną ułomność.
Okres panowania Kandalanu wyznacza okres relatywnego spokoju w dziejach Babilonii. Rozpoczęta jeszcze przed objęciem przez Kandalanu tronu babilońskiego antyasyryjska rebelia Nabu-bel-szumati, która objęła południowo-wschodnią część Babilonii, stłumiona została najprawdopodobniej przez Aszurbanipala w pierwszych latach rządów Kandalanu.
Kandalanu zmarł w 627 roku p.n.e., najprawdopodobniej w okresie pomiędzy miesiącami ajaru (kwiecień-maj) a arahsamna (październik-listopad). Znane są dwa dokumenty z lat 627 i 626 p.n.e. z formułą datującą „po Kandalanu”, co może wskazywać, że następca Kandalanu nie został przez Asyryjczyków wyznaczony, najprawdopodobniej na skutek trwającej wówczas w Asyrii wewnętrznej walki o władzę. Wydaje się, iż każdy z głównych pretendentów do tronu Asyrii kontrolował jakąś część Babilonii, o czym świadczą teksty z babilońskich miast datowane imionami Aszur-etil-ilani, Sin-szumu-liszira i Sin-szar-iszkuna. Od początku 626 roku p.n.e. coraz większą władzę w Babilonii zdobywać zaczął Nabopolassar (625-605 p.n.e.), któremu udało się zrzucić asyryjskie jarzmo, obwołać królem Babilonii i wraz z Medami doprowadzić do zniszczenia Asyrii.